# Jean-Michel Junod
Pour les articles homonymes, voir Junod.
Jean-Michel Junod, né à Corgémont le 2 mai 1916 et mort à Cully le 30 septembre 2010 est un chirurgien et écrivain vaudois.

## Biographie
Originaire de Sainte-Croix, fait des études de médecine à Neuchâtel, Lausanne et Berlin, puis devient l'assistant du Professeur Decker dans le service universitaire de chirurgie du Centre Hospitalier Universitaire Vaudois. Il commence sa carrière à Bienne, puis s'établit en privé à Lausanne, où il se spécialise en chirurgie vasculaire et lymphatique.
Outre ses activités scientifiques, Jean-Michel Junod élabore une œuvre littéraire rassemblant principalement des romans et des nouvelles : Le blé de la mer (1958), Si la tour m'appelle (1959), Archipel (1979), Pindari (1976), Le mont de Vénus et autres nouvelles (1990). Par ailleurs, il écrit une pièce radiophonique intitulée Marianelund Kro en 1959 et en 1964 adapte son roman Iris et les mirages pour le même média. 
Jean-Michel Junod est également un peintre de talent, dont les œuvres oniriques et abstraites représentent souvent de fantômatiques personnages longilignes errant dans le désert.
Sa carrière de chirurgien est souvent interrompue par de nombreux voyages et missions humanitaires sur tous les continents.
Il reçoit le Prix Littré en 1992 et le Prix Cesare Pavese en 1987, 1988, 1992 et 2002.

## Publications
- La vie laborieuse du jeune assistant en chirurgie - (épuisé), 1947.
- Le blé de la mer - La Baconnière, 1959. (Roman)
- Si la tour m’appelle - La Baconnière, 1959. (Roman)
- Iris et les mirages - Le Scorpion, 1954. (Roman)
- Le bois de mésange - La Baconnière, 1962. (Nouvelle ; Prix de l’AMAIS)
- La poudre d’escampette - Éd. Perret-Gentil, 1965. (Roman)
- Archipel - Éd. Perret-Gentil, 1970. (Roman)
- Pindari - Éd. Perret-Gentil, 1976. (Roman)
- Le Cône-Elisabeth - l’Âge d’Homme, 1986. (Roman)
- Le miroir - J.M. Junod, 1987. (Nouvelle)
- Le mont de Vénus - L’Âge d’Homme, 1990. (Nouvelles)
- Le cri du dinosaure - L’Âge d’Homme, 1999. (Nouvelles)

## Sources
- « Jean-Michel Junod », sur la base de données des personnalités vaudoises sur la plateforme « Patrinum » de la Bibliothèque cantonale et universitaire de Lausanne.
- A.-L. Delacrétaz, D. Maggetti, Écrivaines et écrivains d'aujourd'hui, p. 194
- A. Nicollier, H.-Ch. Dahlem, Dictionnaire des écrivains suisses d'expression française, vol. 1, p. 495
- H.-Ch. Dahlem, Sur les pas d'un lecteur heureux guide littéraire de la Suisse, p. 307
- A D S - Autorinnen und Autoren der Schweiz - Autrices et Auteurs de Suisse - Autrici ed Autori della Svizzera
- A. Junod